# Jezero Inle
Jezero Inle (burmansko အင်းလေးကန်, izgovarjava: [ʔɪɴlé kàɴ]) je sladkovodno jezero v mestni četrti Njaungšve v okrožju Taundži v državi Šan, v delu gorovja Šan v Mjanmarju (Burmi). To je drugo največje jezero v Mjanmarju s površino 116 km² in eno najvišjih, saj leži na nadmorski višini 880 m. Med suho sezono je povprečna globina vode 1,5 m, v deževnem obdobju pa je največja globina 3,7 m (lahko se poveča za 1,5 m).
Razvodje za jezero leži v glavnem severno in zahodno od jezera. Jezero odteka skozi Nam Pilu ali Balu Čaung na južnem koncu. Na severozahodni obali je vroč vrelec. Jezero je polimíktično, kar pomeni jezero z večkratnim letnim navpičnim kroženjem vode, ki ga povzročajo kratkotrajne toplotne spremembe in veter, kar je posledica plitkosti.
Čeprav jezero ni veliko, so v njem številne endemične vrste. Več kot dvajset vrst polžev in devet vrst rib ne živi nikjer drugje na svetu. Nekateri med njimi, kot je srebrno-modri krapovec Sawbwa barb ((Sawbwa resplendens), pritlikavi Danio erythromicron in endemični Devario auropurpureus, so manjšega komercialnega pomena za akvarije. Jezero gosti na selitveni poti približno 20.000 rjavo- in črnoglavih galebov v novembru, decembru in januarju.
Junija 2015 je postalo jezero Inle v Mjanmarju prvi imenovani kraj svetovne mreže biosfernih rezervatov ( World Network of Biosphere Reserves).  Bil je eden izmed 20 krajev, dodanih na 27. Unescovi in Mednarodni koordinacijski seji sveta (ICC) Program Človek in biosfera (MAB). 

## Ljudje in kultura
Okoli 70.000 prebivalcev jezera Inle (imenovani Inta) živi v štirih mestih, ki mejijo na jezero, v številnih manjših vaseh vzdolž jezerskih obal in na samem jezeru. Celotno jezersko območje je v okrožju Njaung Šve. Prebivalstvo je pretežno ljudstvo Inta z mešanico drugih ljudstev: Šan, Taundžo, Pa-O (Taungtu), Danu, Kajah, Danav in Bamar. Večina so pobožni budisti in živijo v preprostih lesenih hišah na kolih ali iz bambusa; v glavnem so samozadostni kmetje.
Po jezeru plujejo s tradicionalnimi majhnimi čolni ali nekoliko večjimi plovili z enovaljnimi dizelskimi motorji. Lokalni ribiči so znani po posebnem slogu veslanja, stojijo na krmi na eni nogi, drugo imajo ovito okoli vesla. Ta poseben način se je razvil zato, ker je jezero poraščeno s trstičjem in plavajočimi rastlinami, zaradi česar je pogled otežen, posebno če bi sedeli. Če veslač stoji, pa vidi onkraj trstičja. Tako veslajo samo moški. Ženske veslajo običajno z vesli v rokah, sede s prekrižanimi nogami na krmi.
Ulovljene ribe iz jezera - najbogatejša vrsta se imenuje nga hpein (inlejski krap, Cyprinus intha) - so osnovna lokalna prehrana. Priljubljena lokalna jed je htamin jin - fermentiran riž, zgneten z ribami in/ali krompirjem - postrežejo s hnapjan jo (dvakrat ocvrt šanski tofu). Poleg ribolova domačini pridelujejo zelenjavo in sadje v velikih vrtovih, ki plavajo na gladini jezera. Plavajoči vrtovi so blazine, nastale z obsežnim ročnim delom. Kmetje zberejo jezersko travo iz globljih delov jezera, jo pripeljejo s čolni in naložijo v plavajoče postelje na svojih vrtnih območjih, zasidranih z bambusovimi palicami. Ti vrtovi se gibljejo s spremembami  vodne gladine in so tako odporni proti poplavam. Stalna razpoložljivost hranil iz vode je neverjetno rodovitna. Prav tako je pomembno gojenje riža.
Ročno izdelano blago za lokalno uporabo in trgovanje sta drug vir poslovanja. Tipični izdelki so orodje, okraski in drugi okrasni predmeti, tekstil in burmanski cigare, čarot. Lokalni trg uporabljajo za najpogostejše nakupovalne potrebe vsak dan, vendar se kraj trgovanja vrti med petimi različnimi kraji po vsem območju jezera, torej vsak od njih gosti potujoči trg vsak peti dan.  Na samem jezeru trgujejo na majhnih čolnih. Taka "plavajoča tržnica" je posebej zanimiva za turiste, mnogo bolj kot druge štiri.
Jezersko območje Inle je znano po svoji tkalski industriji. Šanske torbe, ki se uporabljajo na veliko po Mjanmarju kot nakupovalne torbe, izdelujejo v velikih količinah prav tukaj. Tkanje svile je še ena zelo pomembna gospodarska panoga, izdelujejo visoko kakovostne ročno tkane svilene tkanine s prepoznavnim dizajnom, imenovanim Inle londži. Tudi enkratno tkanino iz lotosovih rastlinskih vlaken izdelujejo le na jezeru Inle in se uporablja za tkanje posebnega plašča za Budove podobe, imenovane ča tingan (lotosova halja). 

## Skrb za okolje
Jezero Inle trpi zaradi okoljskih vplivov povečevanja prebivalstva in hitre rasti v kmetijstvu in turizmu. V 65-letnem obdobju 1935-2000 se je neto površina odprtih voda jezera Inle zmanjšala z 69,10 km² na 46,69 km² zaradi razvoja kmetijstva in širjenja plavajočih vrtov, ki se pojavlja predvsem na zahodni strani jezera (uvedeno leta 1960). 
Stavbni les in netrajnostni načini gojenja (sekanje in požigalništvo) na hribih, ki obdajajo jezero, povzročajo vedno večje količine mulja in hranil, ki jih odplaknejo reke, ki se stekajo v jezero, predvsem vzdolž zahodnih in severnih območij. Ta mulj napolni jezero; hranila spodbujajo rast plevela in alg. Še pomembnejši je razvoj plavajočih vrtov in kmetijstva večinoma ob zahodni strani jezera. To posega v območje pojemajočega jezera, saj sčasoma plavajoče postelje postanejo trdna tla. Okoli 93 % (skoraj 21 km²) so nedavne izgube odprte vode v jezeru, predvsem na njegovi zahodni strani. Neposredni okoljski vplivi, povezani s temi kombiniranimi kmetijskimi dejavnostmi na mokriščih in okoliških hribov, vključujejo sedimentacijo, evtrofikacijo in onesnaženje.
Vodna hijacinta ( Eichhornia crassipes), tujerodna rastlina, je velik problem. Hitro raste, polni manjše potoke in velika prostranstva jezera z zatiranjem avtohtonih rastlin, živalim jemlje hranila in sončno svetlobo. V zadnjih dvajsetih letih se je uporaba velikih strgač in črpalk pri zatiranju rasti deloma obnesla. Nekoliko so bili uspešni tudi z izobraževanjem in ozaveščanjem javnosti in nadzorom.
Drug razlog za skrb je načrtovana uvedba tujerodnih vrst rib, kot je beli amur (Ctenopharyngodon idella), namenjen izboljšanju ribolova.
Komunalna ureditev v vaseh okoli jezera je stalna skrb javnih zdravstvenih organov zaradi neprečiščenih odplak (72 % gospodinjstev uporablja odprte jame, ni stranišč) in odpadne vode, ki se izlivajo v jezero.  Za zagotovitev sveže in čiste vode nekatere vasi zdaj zapirajo vodnjake, saj imajo javni dostop do vode. Nekatere študije kakovosti površinske vode iz jezera kažejo, da voda ni varna za uživanje. Voda iz jezera Inle ima raztopljen kisik, ki sega nižje od tistega, ki je potreben za ribištvo in vodno življenje, medtem ko je vsebnost nitritov, nitratov in fosfatov nenavadno visoka.
Obremenitev s hrupom je tudi težava. Hrup cenejših, slabo pridušenih dizelskih motorjev, ki poganjajo propelerje, je pomemben in moteč na sicer mirnem jezeru.
Poleti 2010 je zelo visoka temperatura povzročila, da je bil vodostaj jezera najnižji v zadnjih 50 letih, nastal je problem s pitno vodo, ogroženi so bili tudi plavajoči vrtovi.  Resna posledica je bila tudi, da hidroelektrarna na Lavpiti, ki je napajala Jangon, ni mogla delovati s polno zmogljivostjo. 

## Turizem
Najboljši čas za obisk je v septembru in oktobru. Ceremonialni festival Hpaung Do U , ki traja skoraj tri tedne, tesno sledi festivalu luči, tadindžut. Intiji in Šani se množično pokažejo v svojih najboljših oblačilih, da bi proslavili budistični lent. Tradicionalne tekme s čolni z več deset nožnimi veslači v šanskih oblekah na vsaki ladji so znan dogodek na festivalu Hpaung Do U.
Jezero Inle je glavna turistična privlačnost, posledica je razvoj turistične infrastrukture. V zadnjih nekaj letih so se pojavili številni majhni in veliki zasebni hoteli ter organizatorji dejavnosti. Lokalne trgovine so preplavljene s potrošniškimi dobrinami, domačimi in tujimi. Najbližje letališče je letališče Heho, ki je oddaljeno 35 km. Obstajajo povezave z Jangonom in Mandalajem. Do Jangona je 660 km po cesti, do Mandalaja 330 km. Zanimivost, ki je vredna ogleda, je tudi samostan Nga Pe Čaung v kraju Juama.
Jezero Inle je v središču države Šan, ki je bila središče več civilnih in političnih nemirov v zadnjih dveh desetletjih.

## Kuhinja
Kuhinja je drugačna od šanske, saj vključuje lokalne naravne pridelke. Najbolj znana jed je htamin jin - riž, paradižnik in krompir ali ribe v solati, zgneteno v okrogle kroglice, oblečene in obložene s hrustljavo ocvrto čebulo v olju, tamarindino omako, koriandrom in mlado čebulo, pogosto s česnom, koreninami kitajskega drobnjaka (ju mjit), ocvrt cel posušen čili, na žaru posušeni fermentirani fižolovi kolački (pè bouk) in ocvrt posušen tofu (topu jauk čo) za prilogo.